# Paolo Morisi
Paolo Morisi (San Giovanni in Persiceto, 19 luglio 1948 – Savignano sul Panaro, 31 luglio 2016) è stato un fumettista italiano.

## Biografia
Dopo aver completato gli studi presso l'Istituto d'arte di Bologna e l'Accademia di Belle Arti, alla fine degli anni sessanta divenne assistente di Magnus per le serie a fumetti Kriminal e Satanik; come autore esordì nel 1969 con una storia a fumetti di genere western, La diligenza per Wichita, pubblicata su Il Paladino dei ragazzi edito dalla Panini; collaborò anche con le Éditions Lug, editrice francese di Marcel Navarro e Auguste Vistel, realizzando episodi della serie Omicron dal 1972 al 1973. Nel 1971 vince il premio organizzato dall'E.R.G.A. di Genova, "Fumettiamo i liguri" (in collaborazione con Roberto Celano e Giorgio Sangiorgi). Nei primi anni settanta in Italia collabora alla rivista Pony Express e, dal 1973, divenne uno dei disegnatori delle serie a fumetti per adulti pubblicate da Renzo Barbieri collaborando spesso con Giovanni Romanini; nella seconda metà del decennio realizzò, firmandosi con lo pseudonimo di William Wyeth, anche alcune serie per la rivista Corrier Boy come Archivio Zero, scritta da Tiziano Sclavi.
Negli anni ottanta, dopo aver disegnato la graphic novel Confinati nello spazio, scritto da Carlo Zanfrognini e pubblicato dalla Editiemme, iniziò una collaborazione con la rivista francese Métal Hurlant e con quella statunitense Son of Heavy Metal. In Italia collabora con le riviste Intrepido, Il Monello e Grand Hotel. Poi per un lungo periodo si dedicò alla grafica pubblicitaria e all'illustrazione; dal 2004 al 2011 collabora alla realizzazione della serie di racconti in prosa del Comandante Mark pubblicata dalle Edizioni If, realizzando le illustrazioni per cinquanta episodi; seguirono poi le illustrazioni per alcuni episodi di Falco Bianco. Contemporaneamente si dedica all'attività di pittore.